# VDL NedCar

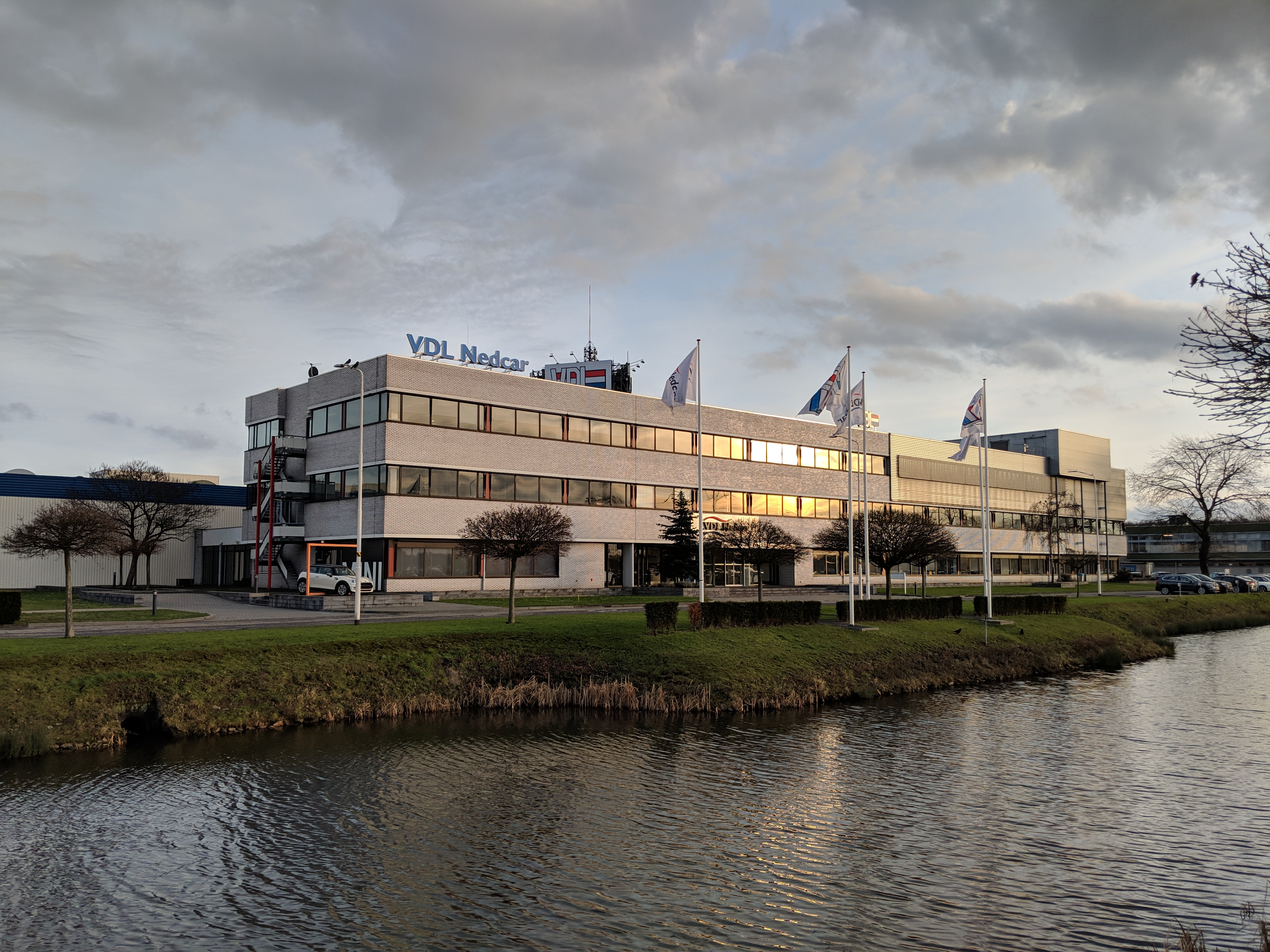
kantoren bij de fabriek van VDL Nedcar in Born.

VDL Nedcar is een autoproducent waar tot 16 februari 2024 de laatste in Nederland gemaakte seriemodellen van de band rolden. Het bedrijf is gevestigd in Born in de gemeente Sittard-Geleen en is sterk geautomatiseerd. In het verleden dreigde meermaals sluiting van het bedrijf en verplaatsing van de productie naar Centraal- of Oost-Europa. Sinds de tweede helft van 2014 werden er in opdracht van BMW MINI's gemaakt en sinds augustus 2017 werd er ook de BMW X1 geproduceerd. In augustus 2017 telde VDL Nedcar ruim 6000 medewerkers. Het voortbestaan van de fabriek stond of viel met extra opdrachten van BMW.

## Locatie
VDL Nedcar in Born is gevestigd in Limburg, een provincie in het zuiden van Nederland. VDL Nedcar heeft toegang tot infrastructuur via de weg (A2/N276/N297), het spoor (spoorlijn Sittard - Born) en het water (Julianakanaal), met directe verbindingen naar de belangrijkste Europese havens, zoals Rotterdam, Zeebrugge, Antwerpen en Hamburg. In de buurt van de fabriek zijn er een binnenvaart- en een spoorterminal, ondersteund door luchthavens zoals Maastricht/Aachen, Amsterdam, Eindhoven, Brussel, Keulen en Düsseldorf.
In 2019 tekenden VDL Nedcar en de provincie Limburg een overeenkomst over de verkoop van grond rondom de fabriek. Hiermee werd het totale terrein vergroot tot ongeveer 150 hectare. 
De mogelijkheden van de huidige fabriek zijn voldoende om ongeveer 230.000 eenheden per jaar te leveren in een tweeploegenopstelling. Medio 2021 zal naar verwachting het vergunningstraject voor nog eens 59 hectare automotive uitbreiding tot een totaal geaccumuleerd volume van 400.000 auto's per jaar zijn afgerond. Zo kan een tweede productielijn gemaakt worden naast de bestaande. Dit geeft VDL Nedcar de mogelijkheid om haar activiteiten af te stemmen op de behoefte van haar klant(en).
In februari 2022 is hiervoor een oud bos - het Sterrebos - gekapt, ondanks veel protest van buurtbewoners en milieu-activisten. Ook was er bezwaar gemaakt tegen de kap door onder andere Stichting de Groene Sporenwolf. Na overleg en extra compensatie is het bezwaar ingetrokken.

## Geschiedenis

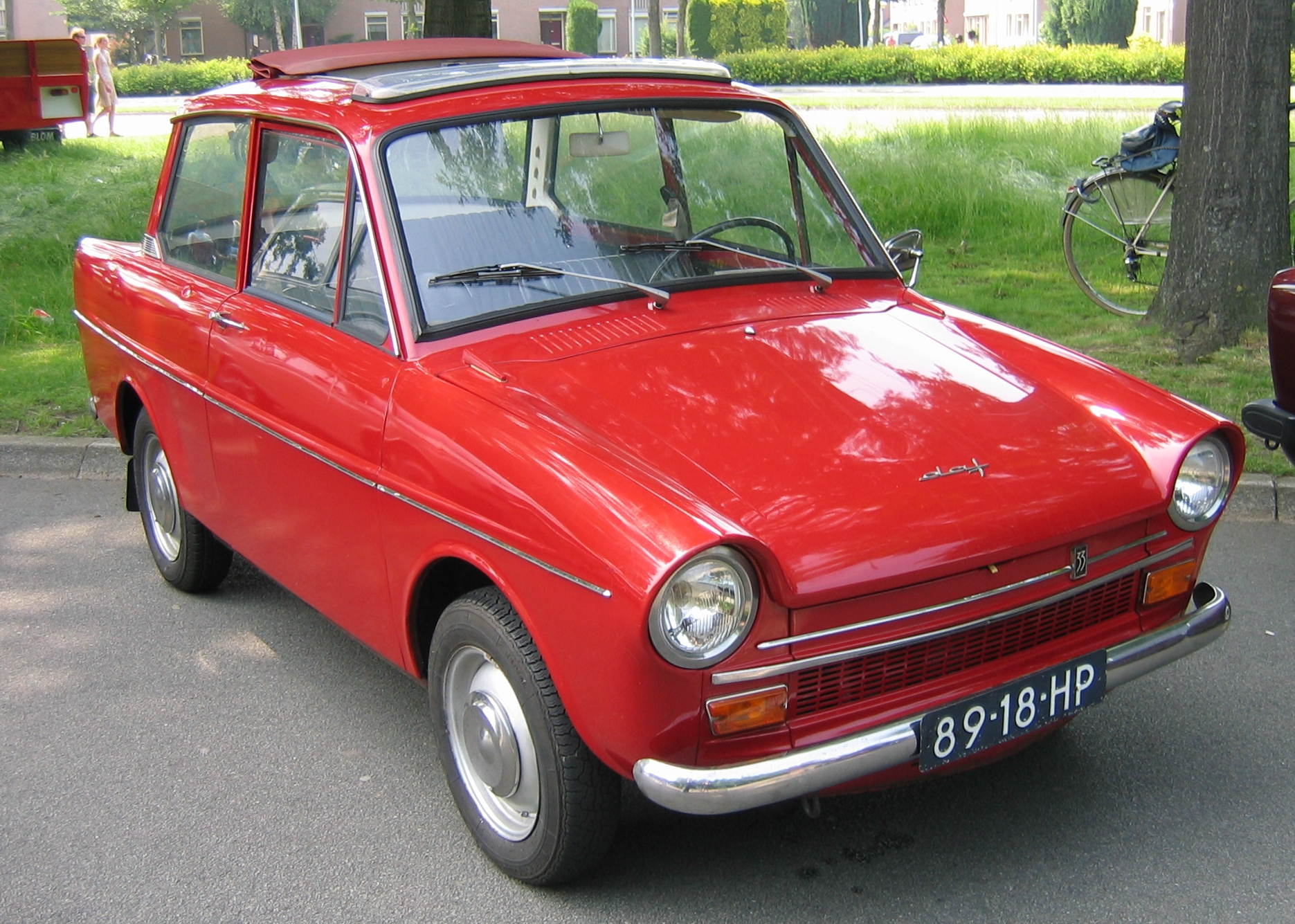
DAF 33

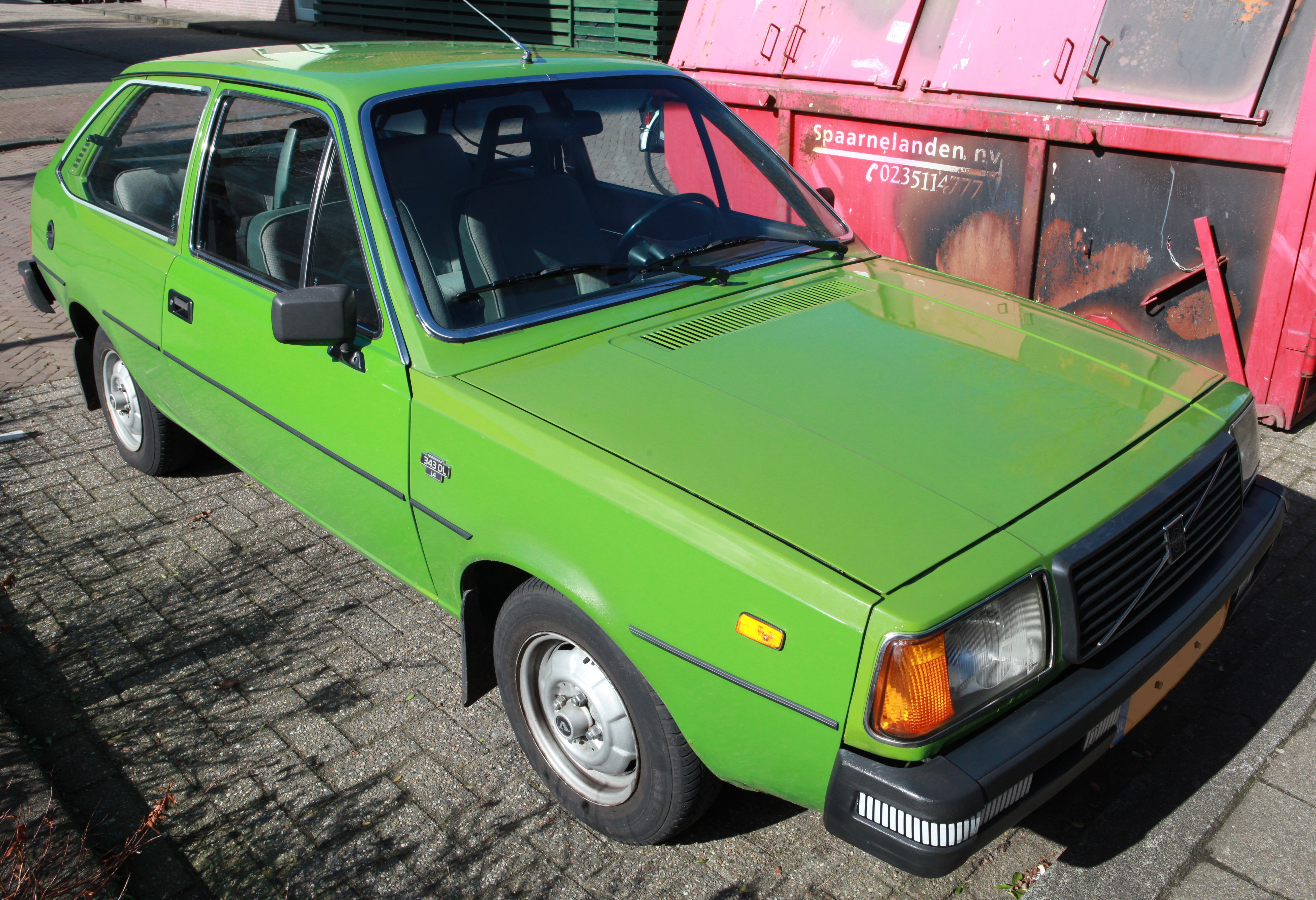
Volvo 343

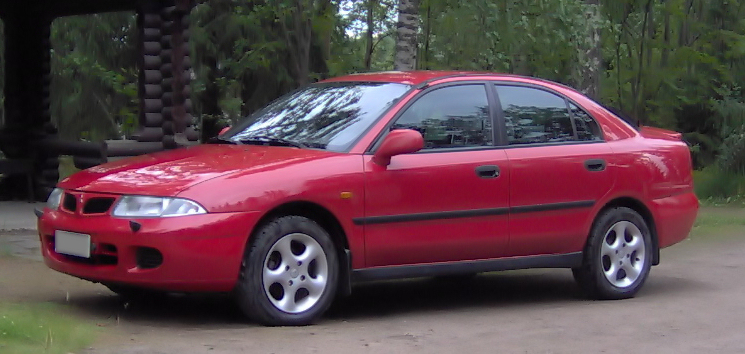
Mitsubishi Carisma

In 1966 werden de eerste palen voor de DAF personenwagenfabriek in Born geslagen. De opening volgde in 1968, aangezien er in de hoofdvestiging te Eindhoven te weinig productiecapaciteit bestond. De oprichting maakte deel uit van de inspanningen om het verlies aan werkgelegenheid ten gevolge van de mijnsluiting in Limburg te compenseren. De Staatsmijnen namen een minderheidsbelang in de fabriek. Aangezien DAF te klein was om zelfstandig nieuwe modellen te ontwikkelen werd een partner gezocht. Dit werd Volvo. Deze nam in 1972 een belang van 1/3 van de aandelen. In 1975 had Volvo een meerderheidsbelang verworven en ging de autofabriek verder als Volvo Car B.V. Om de fabriek rendabel te houden, moesten er méér auto's geproduceerd worden dan het maximale aantal van 120.000 per jaar dat Volvo kon afnemen. Daartoe werd een nieuwe partner gezocht en dit werd Mitsubishi. De nieuwe joint venture zou NedCar gaan heten.
NedCar werd in 1991 als joint venture opgericht door Mitsubishi Motors Corporation, Volvo AB en de Nederlandse Staat. In 1999 droeg de Nederlandse Staat zijn aandelen over aan Mitsubishi en Volvo, waarmee NedCar een zelfstandig bedrijf werd. Er werden toen 262.196 auto's per jaar geproduceerd, wat het hoogste aantal ooit zou worden. Mitsubishi kocht Volvo twee jaar later uit en werd daarmee 100% eigenaar van NedCar. De ontwerpafdeling in Helmond, waar de in Born geproduceerde modellen waren ontwikkeld was een zelfstandig bedrijf onder de naam NedCar Product Design & Engineering. In 2000 werd deze afgesplitst van het moederbedrijf en ging men verder onder de naam PDE Automotive BV. Deze BV werd in 2001 verkocht aan Benteler, een toeleverancier voor de auto-industrie. Vanaf 2004 produceerde NedCar voor DaimlerChrysler de Smart ForFour, in hetzelfde jaar werd de productie van de Volvo-modellen verplaatst naar Gent.
NedCar werd in feite een zelfstandige autofabrikant die op een bepaald chassis diverse merken en typen in opdracht kon bouwen. Dit alles gelijktijdig, op dezelfde productielijn. Just-in-time en lean production werden daarbij bepalende factoren. Motoren werden geleverd door Renault. Van de werknemers werd het uiterste aan flexibiliteit verlangd. Onzekerheid omtrent de toekomst van het bedrijf bleef de werknemers vergezellen.
Op 26 maart 2006 maakte DaimlerChrysler bekend te stoppen met de productie van de Smart ForFour. De volgende dag al maakte de directie van NedCar excuses aan de medewerkers over de plotselinge aankondiging. Een paar later dagen ontstond arbeidsonrust, omdat Mitsubishi niet bekendmaakte door te gaan met de productie in 2010. Medewerkers stonden op zondag 2 april bijeen aan de poort van het bedrijf en overlegden met leden van de ondernemingsraad. De dag erop legde de directie de productie stil en stuurde de medewerkers naar huis. Mitsubishi maakte later bekend 1000 banen bij NedCar te willen schrappen. De vakbonden stelden vervolgens de directie een ultimatum. Bij de onderhandelingen op 11 april met eigenaar Mitsubishi moest de directie onder meer handhaving van de huidige werkgelegenheid eisen. Intussen wilde Mitsubishi 22 extra vrachtwagens naar NedCar sturen om daar alle geproduceerde Colts weg te halen. Op 13 april protesteerden ongeveer 1400 medewerkers in Den Haag tegen de plannen. Mitsubishi bleef echter bij het plan om in het personeelsbestand te snijden, zelfs na een gesprek met premier Balkenende. Op 21 april startte een 24-uursstaking, waar de premier directie en vakbonden bezoekt. Twee dagen later kwam de productie bij NedCar weer op gang en op 26 april 2006 stemde het personeel dan in met het akkoord en zijn verdere stakingen van de baan.
In december 2010 werd bekendgemaakt dat de opvolger van de Colt niet bij NedCar zou worden geproduceerd. Dit bracht nieuwe onzekerheid voor de werknemers. Gevreesd werd dat de fabriek slechts als schroevendraaierfabriek (eindmontage van assemblagepakketten) zou gaan fungeren, of misschien zelfs in haar voortbestaan zou worden bedreigd. De toeleveranciers hadden ondertussen hun afhankelijkheid van NedCar reeds teruggebracht door zich te richten op de nabije Duitse markt.

### Mitsubishi staakt autoproductie bij NedCar
Begin februari 2012 liet aandeelhouder Mitsubishi Motors Corporation weten dat vanaf 2013 NedCar geen nieuwe modellen meer zou produceren. Dit bericht kwam niet geheel onverwacht. In december 2010 had Mitsubishi al laten weten de productie van de Colt en de Outlander eind 2012 te zullen stoppen. Een onderzoek naar mogelijkheden om de productie vanaf 2013 toch voort te zetten werd zonder succes afgerond. NedCar zelf zou, met de steun van Mitsubishi, verder zoeken naar nieuwe opdrachtgevers opdat de fabriek kan blijven voortbestaan. Bij NedCar werken circa 1.500 mensen.
In februari 2012, tijdens een bezoek van minister Verhagen aan Japan en Mitsubishi, had de autofabrikant toegezegd mee te zoeken naar een kandidaat om de fabriek over te nemen. Mitsubishi had de harde toezegging gedaan dat in geval een overname niet succesvol zou worden afgerond het sociaal plan volledig zou worden uitgevoerd. De minister sloot uit dat de Nederlandse overheid zelf NedCar zou overnemen. Wel bestonden er mogelijkheden om overheidssubsidies te verstrekken aan een overnamekandidaat omdat de fabriek in een door de Europese Commissie aangewezen steunregio ligt.
Begin maart 2012 liet het Zwitserse bedrijf Q-PM weten dat het NedCar van Mitsubishi wilde overnemen. Q-PM zou in de fabriek wankelmotoren willen produceren. Daarnaast toonde Nissan interesse in een gedeeltelijke overname. NedCar zou dan onderdelen moeten gaan produceren.

### NedCar gaat voor BMW produceren
Begin juli 2012 werd bekendgemaakt dat de Eindhovense VDL Groep het bedrijf NedCar wilde overnemen. Tevens werd bekend dat NedCar vanaf de tweede helft van 2014 BMW MINI’s gaat bouwen. Op 1 oktober 2012 was de overname van NedCar door de VDL Groep afgerond. De effectieve overdracht van de aandelen van Mitsubishi naar VDL vond plaats op 14 december 2012. Vanaf 1 januari 2013 is het bedrijf verdergegaan onder de naam VDL Nedcar.
Tussen het staken van de productie voor Mitsubishi en de opstart voor BMW lagen circa 1,5 jaar. Nedcar vroeg collectief ontslag aan voor alle 1500 werknemers, maar zij kregen een baan- en terugkeergarantie bij de productiestart van de Mini. De nieuwe productielijnen vergden een investering van € 200 miljoen. BMW zou jaarlijks 60.000 tot 90.000 Mini’s laten produceren tot het jaar 2020. Nedcar bleef op zoek naar andere opdrachtgevers om niet afhankelijk te zijn van één klant. VDL verwachtte dat Nedcar tot medio 2017 meer Mini’s zou gaan produceren dan in de jaren ervoor. Op basis van die verwachting zou VDL Nedcar vanaf 2015 meer dan 2000 werknemers nodig hebben.
Na 18 maanden ombouwen werd op 17 juli 2014 de vernieuwde fabriek van VDL Nedcar officieel geopend door koning Willem-Alexander. De assemblagefabriek heeft een capaciteit voor circa 200.000 auto's per jaar, op basis van tweeploegendiensten. In 2014 zijn er bij VDL Nedcar 29.196 auto’s geproduceerd en kwam de omzet uit op € 775 miljoen, een forse stijging ten opzichte van 2013 toen de omzet € 120 miljoen was.
In november 2015 is bij VDL Nedcar de productie van de Mini Cabrio van start gegaan. Deze fabriek is de enige ter wereld waar dit model wordt gemaakt. BMW geeft hiermee aan dat het vertrouwen heeft in de Nederlandse productiefaciliteit.
In oktober 2016 werd bekend dat VDL Nedcar de Mini Countryman ging produceren. De komst van de Mini Countryman leidde tot werkgelegenheid voor ongeveer 1200 medewerkers en de fabriek zou hierdoor nog in 2016 omschakelen naar een tweeploegendienst. Verder was met BMW afgesproken dat in de toekomst ook een Plug-in Hybrid Electric Vehicle (PHEV) versie van dit model in Born zou worden gebouwd. Voor de onderneming was dit de eerste keer dat ze een hybride auto gingen maken.
Eind januari 2017 maakte BMW bekend dat de BMW X1 vanaf medio 2017 zou worden geproduceerd in Born. De huidige fabriek in Regensburg kon de vraag naar de kleine SUV niet meer aan. VDL Nedcar verwachtte een groei van ruim 800 arbeidsplaatsen, boven de 4200 die er tot dan toe waren.
In februari 2019 werd bekend dat VDL Nedcar 38 hectare grond had gekocht van de provincie Limburg. De capaciteit werd uitgebreid van 240.000 naar 400.000 stuks stuksen de eerste auto’s zouden in 2023 of 2024 uit de nieuwe fabriek kunnen rollen. De uitbreidingsplannen sloten aan bij de zoektocht naar een tweede opdrachtgever, naast BMW.
In november 2019 werd bekend dat VDL Nedcar een contract heeft gesloten voor de productie van één BMW-model dat wordt geïntroduceerd in 2023. Gegeven een levensduur van een automodel van gemiddeld zeven jaar, is er voor de fabriek zekerheid tot 2030. Er zijn gesprekken gaande over vergelijkbare overeenkomsten voor andere BMW-modellen.
Na de uitbraak van de coronapandemie werd de fabriek gesloten. De productie lag zes weken stil en sinds 6 mei 2020 was de fabriek deels weer opengegaan. Er werd gestart met één productiedienst die nog niet volwaardig draaide. 
In juni 2020 werd bekend dat BMW af wil van het contract. Ze is verplicht tot en met 2022 auto's af te nemen en voor de BMW X1 loopt het contract tot 2030. De Europese autoverkoop was sinds de coronacrisis gehalveerd en BMW had geen externe leveranciers meer nodig om aan de lagere vraag te voldoen. In oktober viel het besluit van BMW om daadwerkelijk de productie van auto's bij VDL Nedcar te staken. De productie wordt gestaakt op 1 november 2023, maar in juli 2022 werd dit verdaagd naar 1 maart 2024. BMW gaat de productie van voertuigen vanaf dat moment volledig onderbrengen bij eigen fabrieken. VDL Nedcar is op zoek naar andere opdrachtgevers om de capaciteit te vullen en de ongeveer 5000 medewerkers aan het werk te houden.
Door het gebrek aan uitzicht op nieuwe klanten besloot VDL Nedcar bijna de helft van het personeel te ontslaan per 1 november 2023. Ervoor werkten er nog bijna 4000 mensen, maar daar bleven er zo'n 2100 van over. Er werden 1000 vaste medewerkers ontslagen en verder verdwenen er ruim 800 uitzendkrachten. Dit besluit was niet onverwacht omdat het contract met BMW afliep. De twee ploegendiensten per dag werden teruggebracht naar één en het bedrijf sloot nog meer ontslagen niet uit. In november 2023 werden nog eens 2000 werknemers ontslag aangezegd, waarmee er in 2024 nog slechts 450 arbeidsplaatsen resteerden. De laatste nieuwe Mini voor BMW rolde op 16 februari 2024 uit de fabriek in Born. 
In de onderstaande tabel staat de jaarproductie van MINI's door VDL Nedcar:
| Jaar | Jaarproductie | Productie cumulatief |
| ---- | ------------- | -------------------- |
| 2014 | 19.196        | 19.196               |
| 2015 | 57.019        | 76.215               |
| 2016 | 87.609        | 163.824              |
| 2017 | 168.969       | 332.793              |
| 2018 | 211.660       | 544.453              |
| 2019 | 174.097       | 718.550              |
| 2020 | 125.666       | 844.216              |
| 2021 | 105.214       | 949.430              |
| 2022 | 99.126        | 1.048.556            |
| 2023 | 120.235       | 1.168.791            |

### VDL NedCar zoekt naar nieuwe klanten
Vanaf 2022 zou VDL Nedcar elektrische auto's gaan produceren voor het nieuwe Amerikaanse merk Canoo. Het voorlopige contract loopt minstens tot 2028. Het gaat om de minibus Lifestyle Vehicle. De productie zou aanvangen in het 4e kwartaal van 2022 met 1000 exemplaren, in 2023 zou het gaan om 15000 minibusjes. In november 2021 gaf topman van Canoo Tony Aquila echter tijdens een financiële presentatie aan dat het bedrijf bij voorkeur zou gaan produceren in thuisland VS. VDL Nedcar zou alleen een back-up geweest zijn voor deze plannen. Uit documenten die Canoo bij de Amerikaanse beurs heeft ingediend, blijkt dat het bedrijf de productie in Born niet meer als optie beschouwt.
In december 2021 volgde het bericht dat VDL Nedcar in bespreking is met een andere Amerikaanse bouwer van elektrische auto's: Rivian. VDL Nedcar heeft haar personeel officieel geïnformeerd over deze gesprekken, bleek uit een brief van een Limburgse gedeputeerde aan Provinciale Staten. De kap van het Sterrebos zou essentieel zijn voor het slagen van deze besprekingen. In begin 2022 is ondanks grote kritiek van demonstranten en een bezetting van het bos het Sterrebos gekapt.
VDL Nedcar is nog altijd in gesprek met potentiële opdrachtgevers om voertuigen of om batterijen te maken.
Op 21 maart 2025 werd bekendgemaakt dat VDL Nedcar voor defensie gaat produceren.

## Producten

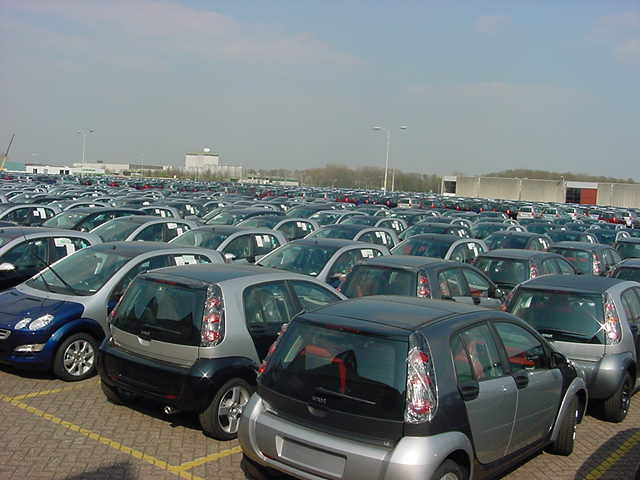
ForFours op het terrein van NedCar

In het verleden werden in Born een aantal modellen van Volvo en Mitsubishi gemaakt, waaronder de 66, 340 serie, 4-serie, S40 en V40, en de Mitsubishi Carisma. In 1995 presenteerde NedCar een eigen prototype, de Access. Het was een prototype van een vijfdeurs gezinsauto. Vanaf 1998 werd de Mitsubishi Space Star geproduceerd.
Tot 2006 werd voor Smart de ForFour gemaakt. In 2007 produceerde NedCar voor Mitsubishi verschillende uitvoeringen van de Mitsubishi Colt. Op 18 september 2007 werd bekendgemaakt dat Mitsubishi in 2008 de productie van de Outlander voor Europa verplaatst naar Nedcar. Het zou gaan om 20.000 exemplaren te bouwen in 2008. De productie van de Outlander zou in Born blijven tot het model uit productie zou worden genomen. De Outlander was in Europa een goedverkocht model, en Mitsubishi wilde aan de stijgende vraag blijven voldoen. Met ingang van januari 2009 werd ook de productie van de Peugeot 4007 en de Citroën C-Crosser SUV's voor de Europese markt verplaatst van de Japanse productielocatie Mizushima naar NedCar. De productie voor types bestemd voor buiten Europa werd verplaatst naar de Nagoya-fabriek in Okazaki. Door de economische crisis werd dat besluit terug gedraaid. Er is nooit een Peugeot of een Citroën van de band gerold bij NedCar. Op vrijdag 16 november 2012 rolde de laatste auto van de productieband, een Mitusbishi Colt.
Na een ombouwperiode van 18 maanden ging VDL Nedcar vanaf 17 juli 2014 BMW Mini's produceren.
Sinds 1968 zijn er bij Nedcar in totaal 4,76 miljoen personenwagens gebouwd, waarvan 2,1 miljoen Volvo's en ruim 1,1 miljoen Mitsubishi's. Hieronder volgt een overzicht van de productie naar model en bouwjaren:
| Productie periode | Merk en model         | Geproduceerde aantallen |
| ----------------- | --------------------- | ----------------------- |
| 1968-1974         | DAF 33                | 76.339                  |
| 1968-1976         | DAF 44/46             | 178.593                 |
| 1968-1972         | DAF 55                | 164.231                 |
| 1972-1981         | DAF 66 / Volvo 66     | 252.164                 |
| 1976-1991         | Volvo 300-serie       | 1.100.000               |
| 1985-1996         | Volvo 400-serie       | 689.315                 |
| 1995-2003         | Mitsubishi Carisma    | 391.345                 |
| 1995-2004         | Volvo S40 / V40       | 1.000.000               |
| 1998-2004         | Mitsubishi Space Star | 268.089                 |
| 2004-2006         | Smart ForFour         | 132.706                 |
| 2004-2012         | Mitsubishi Colt       | 419.174                 |
| 2008-2012         | Mitsubishi Outlander  | 59.667                  |
| 2014-heden        | Mini Hatch            | Lopend model            |
| 2015-heden        | Mini Cabrio           | Lopend model            |
| 2016-heden        | Mini Countryman       | Lopend model            |
| 2017-2022         | BMW X1                | productie gestopt 2022  |